# 21. nordlige breddekreds
Den 21. nordlige breddekreds (eller 21 grader nordlig bredde) er en breddekreds, der ligger 21 grader nord for ækvator. Den løber gennem Afrika, Asien, det Indiske Ocean, Stillehavet, Nordamerika, Caribien og Atlanterhavet.